# Sant'Apollinare
Sant'Apollinare este o comună din provincia Frosinone, regiunea Lazio, Italia, cu o populație de 1.944 de locuitori și o suprafață de 18.02 km².

## Demografie
Format:Demografia/Sant'Apollinare